# White Zombie
A White Zombie amerikai metalzenekar volt, amely 1985 és 1997 között állt fenn. A csapatot Rob Zombie alapította, aki a zenekar feloszlása után 15 millió albumot adott el szólókarrierje során. A zenekar maga sem volt sikertelen. Miután New York legkoszosabb sikátoraiból kerültek elő, az 1980-as években, több millió albumot adtak el, csak az utolsó háromból több mint 6 millió példányt. A zenekar főként Amerikában volt híres, azonban telt házas koncerteket hoztak össze szerte a világon. Egyik leghíresebb fellépésük az 1995-ben rendezett Bizarre Festiválon volt. A zenekart általában leghíresebb számairól ismert, a "Thunder Kiss '65", "Black Shunsine", "I'm Your Boogieman" és a Super Charger Heaven".

## A név
A zenekar a nevét, Lugosi Béla 1932-ben leforgatott filmjéről vette fel. Ez a film viselte a White Zombie nevet, és ezzel a névvel alapította meg a csapatot Rob Straker, ismertebb nevén Rob Zombie.

## Története

### Korai évek
A zenekart 1985-ben alapította meg Rob Zombie énekes, és barátnője Sean Yseult basszusgitáros. A dobos Peter Landau lett, gitárosként pedig Paul Kostabi érkezett a zenekarba. Ezzel a felállással vették föl az első rögzített hanganyagukat, amely egy EP és a "Gods on Voodoo Moon" nevet viseli. Azonban az 1986-os "Pig Heaven" című következő EP-n már Tom Guy a gitáros, és Ivan de Purme a dobos. A harmadik EP 1987-ben készült el (Psycho-Head Blowout), majd még ebben az évben jelent meg a debütáló albumuk, a "Soul-Crusher".

### 1987-1992, La Sexoricsto: Devil Music Vol. 1
A White Zombie, következő Ep-jét 1989-ben készítette el, mely egy olyan anyag, amiben feldolgozások szerepelnek, valamint kiadták következő nagylemezüket. 1992-ben jelent meg, a "La Secoristo: Devil Music Vol. 1" című nagylemez, amelyen megtalálható, a "Thunder Kiss '65" című sikerdal, amely azóta is minden reximalbumon, válogatáslemezen, vagy akár Rob Zombie saját szóló-válogatáslemezein fel kerül.

### Az utolsó lemez
1995-ben, Ivan de Purme dobos kilépett, és a helyére John Tempesta került. Ebben a felállásban készítette el, a zenekar utolsó albumát 1995-ben, az "Astro Creep: 2000" című anyagot. Ezen a CD-n van a két "Electric Head", a "More Human Than Human" és a "Super Charger Heaven". 1996-ban a White Zombie kiadta a "Supersexy Swing Sounds" című remix albumát, majd 1997-ben feloszlott a zenekar.
Rob Zombie 1998-ban adta ki "Hellbilly Deluxe" névvel első nagylemezét, melyen John Tempesta dobol még.

## Diszkográfia

### Stúdióalbumok
• Soul-Crusher (1987)
• Make Them Die Slowy (1989)
• La Sexorcisto: Devil Music, Vol. 1 (1992)
• Astro Creep: 2000 (1995)
• Supersexy Swingin' Sounds (1996)

### EP
• Goods on Woodoo Moon (1985)
• Pig Heaven (1986)
• Psycho-Head Blowout (1987)
• God of Thunder (1989)
• Nightcrawlers: The KMFDM Remixes (1992)

### Kislemezek
• Thunder Kiss ’65 (1992)
• Black Shunsine (1992)
• I Am Hell (1993)
• Children of The Grave (Black Sabbath Cover) (1994)
• Freed The Goods (1994)
• More Human Than Human (1995)
• Electric Head Part 2 (1995)
• Super Charger Heaven (1996)
• I’am Your Boogieman (1996)
• The One (1996)
• Ratfinks, Suicide Tanks and Cannibal Girls (1996)

## Lásd még
- Rob Zombie

## Külső hivatkozások
http://www.robzombie.com